# 雲林新興發電廠
雲林新興發電廠位於臺灣雲林縣臺西鄉外海的雲林離島工業區內，為民營企業韋能能源旗下碩力光能公司向經濟部工業局承租後興建的太陽光電場。分為兩階段興建與商轉，2023年4月全區啟用。總裝置容量達272MW以上，超越台電公司台南鹽田太陽光電場，成為臺灣最大的地面式太陽光電場。

## 沿革

### 背景
臺灣近年因環保意識抬頭，1990年開始推動工業區遷廠計畫，經場域條件、環境因素等考量下，選定雲林縣外海填海興建四區的離岸工業用地。其中新興區原本規畫4區共991公頃，但由榮民工程處完成東2區283公頃的填築新生地後，政府評估後續效益不佳，決定中止後續計畫。

### 轉型

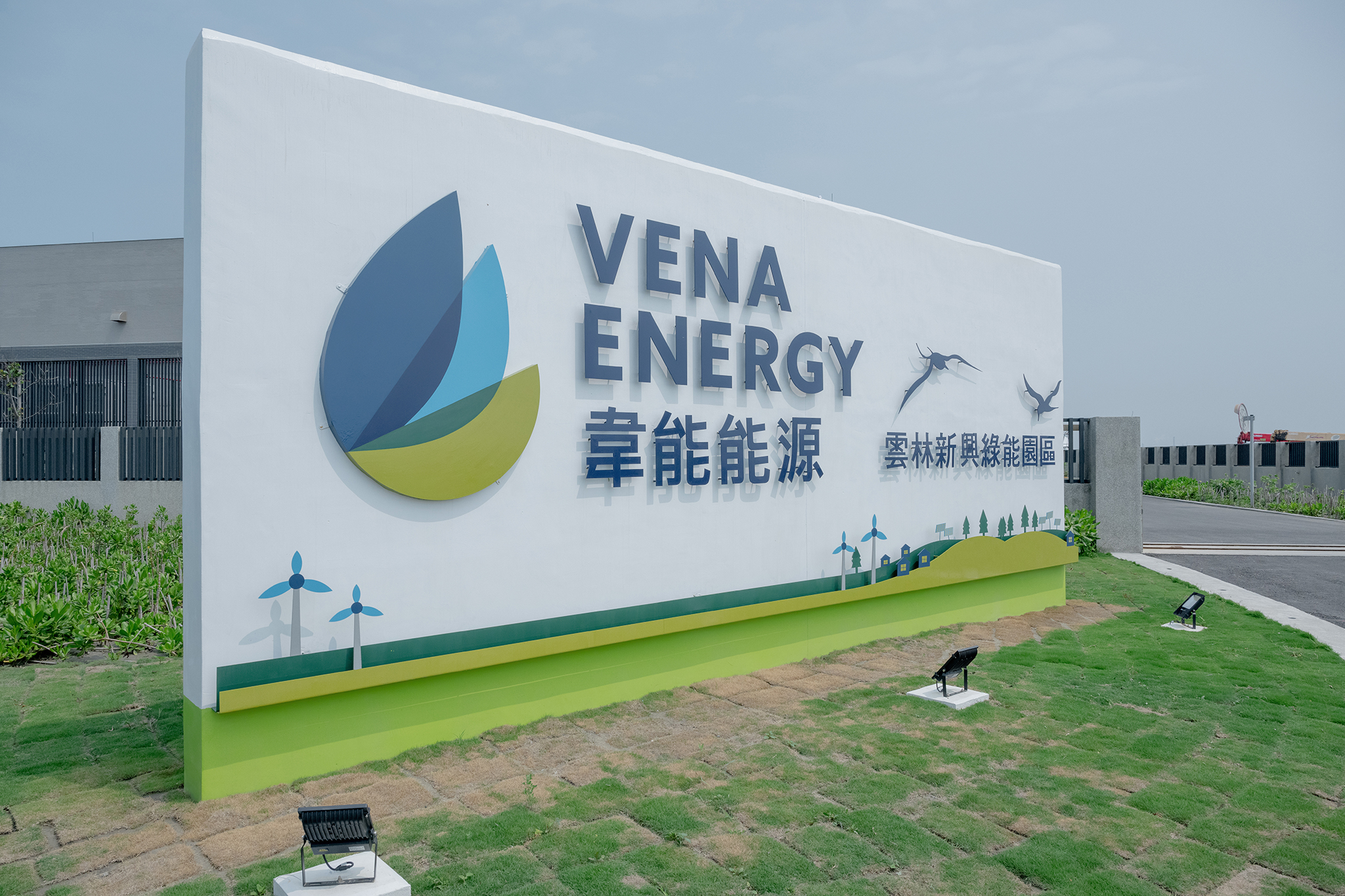
韋能新興電廠入口招牌

閒置近20年的離島工業區新興區，在政府推動能源轉型與再生能源極大化的政策下，主管機關經濟部工業局決定，將226公頃的新興區轉型為再生能源發展區，並在2019年11月25日正式對外公告招租，2020年4月24日經濟部公告由碩力光能公司完成標租程序，簽訂土地租約，同年5月8日雙方完成土地點交，碩力光能計畫將226公頃土地設置裝置容量272MW的太陽光電板，第一期首先裝設134MW，委託昌吉營造負責場區整理與土木工程、星能與東億營造負責特高壓變電站及輸電線工程等，其中光電板景觀設計上，融入「臺灣」圖騰。第一階段（北區）134 MWp於2022年1月22日完成與台電併網，第二階段（南區）138 MWp於同年年8月26日完成併網，目前全廠已進入營運階段。
雲林新興發電廠是全台最大地面型太陽能案場，因為擁有272MW裝置容量的發電實力，年發電量可達4億度，每年可提供台灣9萬戶家庭電量。相對於其他發電方式，雲林新興案場節省了353,841公噸的水量，並為地球減少226,968噸的溫室氣體排放量，相當於590座大安森林公園的年吸碳量。
在施工期間，歷經新冠肺炎疫情蔓延、國內外原物料上漲、國際運輸交期延後等影響下，韋能能源依舊在施工許可取得後，12個月內完成雲林新興電廠的北區併網，19個月內完成全區併網。為確保工作場域安全，對潛在危險預知及消弭，從源頭杜絕災害發生，在韋能能源工程團隊與協力廠商努力下，更是創下超過125萬安全工時紀錄，電廠最高施工尖峰人數達每日 600 人，提供在地超過 500個工作機會。
這塊土地見證了台灣的能源轉型歷程，雲林新興電廠的完工與啟動更是台灣能源轉型重要的里程碑，一場能源轉型，不僅僅是基礎設施的改變，而是帶動產業的去碳化、電網低碳化、社會溝通、人才培育等一連串的轉型與公眾參與。雲林除了擁有全台最大的光電廠，未來台西綠能園區將延續在地智慧綠色漁業產業園區規劃，串聯過去與未來，為台灣創造更多永續行動，攜手國家與地方綠能政策整體推動之工作。

### 爭議
對於工業局將離島工業區新興區以光電場方式出租之方向，雲林縣政府則表示，因應新冠肺炎疫情與美中貿易戰影響，臺商回流臺灣急需產業用地，經濟部以單一目的方式將工業用地全部出租，加上當初離島工業區已投入新臺幣104億元，卻閒置多年，在背負龐大利息下，卻又以每坪1萬1,610元將土地出租給光電業者，勢必造成土地資源浪費，更喪失地方發展良機，且回收年限恐遙遙無期。
立法委員蘇治芬則支持經濟部作法表示，工業局歷年來已多次對外招租，但多年均無果後，才將招商困難的新興區轉型為太陽光電場重新出發。

## 設施

### 發電機組
| 光電板型號 | 太陽能發電類型 | 光電板數量（片） | 裝置容量（MW） | 商轉日期      | 狀態   |
| ---------- | -------------- | ---------------- | -------------- | ------------- | ------ |
|            | 地面式太陽光電 | 33萬             | 134MW          | 2022年1月22日 | 商轉中 |

| 光電板型號 | 太陽能發電類型 | 光電板數量（片） | 裝置容量（MW） | 商轉日期      | 狀態   |
| ---------- | -------------- | ---------------- | -------------- | ------------- | ------ |
|            | 地面式太陽光電 | 34萬             | 138MW          | 2022年8月26日 | 商轉中 |